# Vantasselita
La vantasselita es un mineral de la clase de los minerales fosfatos, y dentro de esta pertenece al llamado “grupo de la vantasselita”. Fue descubierta en 1986 cerca de la localidad de Bihain en el macizo de Stavelot (Bélgica), siendo nombrada así en honor de René Van Tassel, mineralólogo experto en minerales fosfatos y sulfatos. Un sinónimos es su clave: IMA1986-016.

## Características químicas
Es un fosfato hidroxilado e hidratado de aluminio, que cristaliza en el sistema cristalino ortorrómbico. Estructuralmente similar a otros minerales de su grupo como la vashegyíta y la matulaíta. Los cristales forman rosetas milimétricas de láminas transparentes color blanco-estaño sobre materiales metapelíticos.

## Formación y yacimientos
Se encuentra en derrubios en una mina de material cuarcita, en vetas de cuarzo o en revestimientos de planos de esquistosidad. Suele encontrarse asociado a otros minerales como: wavellita, cacoxenita, variscita, turquesa, litioforita, criptomelana, cuarzo, clinocloro o moscovita.